# Mundarten in Oberberg
Dieser Artikel Mundarten in Oberberg befasst sich mit dem Thema Mundarten im Oberbergischen Kreis.

## Geschichtliches
Der heutige Stand der Mundartverteilung im Oberbergischen ergibt sich aus der Übersetzung von zwei Beispielsätzen:
Satz 1: Wir kochen Wasser in dem Kessel und essen mit dem Löffel.
Satz 2: In unserem Dorfe müssen wir die Eier ohne Salz und Pfeffer essen.
So ergeben sich die fünf mundartlichen Grundformen:
1. „Fie kakend Water em Kietel unn eaten met m Liepel. In unzum Duarpe mutet sie de Eier ohne Saalt unn Peaper eaten.“
2. „Fi koaken Water in dämm Kietel unn äeten mät dämm Liepel. In unserem Doarpe mauten sie de Eier ohne Salt unn Päepper äeten.“
3. „Fi kooken Waater en dem Kettel un ärten met dem Lääfel. In unserem Dorp mütten sie de Eier oane Salt oen Peffer ärten.“
4. „Mr kochen Wasser en dem Kässel on ässen met dämm Läffel. En uusem Doorp mussen mer de Eier oane Salz on Päffer ässen.“
5. „Mihr koochen Wasser em Käässel on ääsen me'm Lääfel. En uffem Hof (Doorp) mösse mer de Eier ohne Salz on Päffer ässen.“

Auf dem Gebiet des oberbergischen Kreises findet man Anteile von fünf Mundartgebieten:
Beispiel 1:
Westfälische Merkmale; die Mehrzahl der Gegenstandsform endet auf t, die betonten Klanglaute sind zu Zwielauten gedehnt.
In Belmicke, Attenbach, Piene, Bracht, Börlinghausen, Holzwipper greift das westfälische über die Kreisgrenzen in unser Gebiet hinüber.
Beispiel 2:
2. + 3. sind ohne hochdeutsche Lautverschiebung, also westfälisch mit den westfälischen Zwielauten. Trotz seiner westfälischen Zwielaute gehört auch Beispiel 2 einem Übergangsgebiet zum Niederfränkischen an. Dieses Gebiet umfasst Lieberhausen und Bergneustadt und spiegelt so die engen Beziehungen des Amtes Bergneustadt zur Grafschaft Mark.
Beispiel 3:
ohne Zwielaute, das westfälisch sprechende Gebiet der ehemaligen Herrschaft Gimborn.
Beispiel 4:
Die Lautverschiebung ist durchgeführt; nur p bleibt nach -r und -l erhalten.
Zum Ripuarischen gehört das alte Homburger Land, dazu gehören Ründeroth, Eckenhagen, Brüchermühle, Denklingen, Wildbergerhütte, Waldbröl und das westliche (protestantische) Morsbach südlich der Mundartsgrenze zum Niederdeutschen, aber nicht Gummersbach.  
Beispiel 5:
mit Verschiebung -p- nach r und l hat moselfränkischen Charakter. Es ist der Typus der Mundart vom (östlichen, katholischen) Morsbach und eine Folge des früheren engeren Verkehrs dieses Gebietes mit dem Land der Sieg.

## Mundartliche Gedichte
- Ernst Zimmermann: Fuul Äppel

## Sprichwörter

### Homburgische (Ripuarische Mundart – Mundart aus Nümbrecht und Wiehl)
- „Das Schicksal bestimmt dein Leben.“

- Original: „Lää dich enn d'n Trooch, watt d'r wäerden sall, datt wierd et uch.“

- „Dem ist nicht zu trauen!“

- Original: „D'r Fochs verlüßt d' Hoo-er, awer d' ahl Nöcken nett!“ (Nöcken=Untugenden)

- „Er kann gut leben auf Kosten anderer Leute.“

- Original: „Dä hett chood kackeln, wann and'r Löck's  Hohnder d' Eier läen!“

- „Es sind charakterlose Menschen, die sich zanken und schlagen und dann schnell wieder Freunde sind.“

- Original: „Pack schläät sich, Pack verdräät sich!“

- „Es zu einer Statt, Stätte bringen!“

- Original: „Wäe-er jelo-est wäre well, moß stä-erwen, wä-er jeschankt wäre well, moß sich bestahn!“ (jeschankt=geschimpft; bestahn=heiraten, von bestaden, bestatten.)

- „Kleine Kinder, kleine Sorgen. Große Kinder große Sorgen!“

- Original: „Kleen Kenger, kleenen Bascht, chro-eße Kenger, chro-eße Bascht!“

- „Wenn sich jemand einschränken muss!“

- Original: „Ett chitt mehr Behälper äß Woo-ellee-ever!“

- „Wer übertrieben seine Trauer bekundet, vergißt die Toten sehr schnell!“

- Original: „Die Kööh, di am härtesten bröllen, verchäßen z'e-erscht der Kalwer!“

siehe auch Artikel Hommersch

### Schwarzenbergische (Westfälisch – Mundart aus Gummersbach)
- „Gott bestraft den Hochmütigen.“

- Original: „Chott stüppt d' Bööme, eh datt se in d'n Himmel waßen.“

## Weitere Informationsquellen